# 中辺路
中辺路（なかへち）は、熊野三山（熊野本宮大社、熊野速玉大社、熊野那智大社）へと通じる参詣道・熊野古道のひとつ。和歌山県田辺市から山間部の熊野本宮大社・熊野那智大社を通って、熊野速玉大社に至るおよそ21里（84km）の行程である。「熊野古道」は広義には大阪や伊勢から熊野に至る長大な参詣道を含むが、世間一般的には（観光スポットとしての）「熊野古道」はこの「中辺路」の区間を指す。
成立までの歴史的経緯は紀伊路を参照。

中辺路の道順

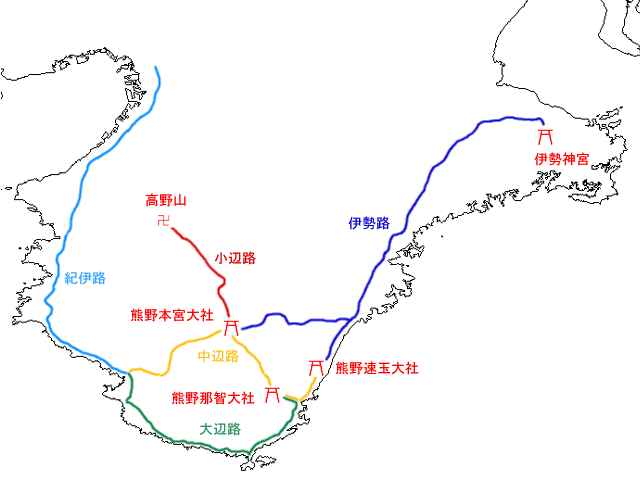

田辺市街（出立王子・鬪雞神社）～秋津王子～万呂王子～三栖王子～八上王子～稲葉根王子～一ノ瀬王子～鮎川王子～滝尻王子～不寝王子～（高原熊野神社）～大門王子～十丈王子～大坂本王子～近露王子～比曽原王子～継桜王子～中ノ河王子～小広王子～熊瀬川王子～岩神王子～湯川王子～猪鼻王子～発心門王子～水呑王子～伏拝王子～祓戸王子～熊野本宮大社～湯ノ峯王子～熊野那智大社～多富気王子～市野々王子～浜の宮王子～佐野王子～浜王子～熊野速玉大社

なお、稲葉根王子から滝尻王子までの区間は岩田川（現：富田川）を何度も渡渉する必要がある難所であり、かつ遠回りであったため、室町時代頃には潮見峠越えがメインルートとなる。この道は万呂王子で従来の熊野古道と分かれ、会津川右岸を通り、三栖地区の長尾坂を経由して、槇山の潮見峠を越え、栗栖川に下り、高原にて従来の熊野古道に合流する。そのためこれ以降は、三栖王子から不寝王子の各王子社は一部を除き荒廃することとなる。

潮見峠越えの道順
万呂王子～（珠簾神社）～長尾坂～潮見峠～栗栖川～高原熊野神社

熊瀬川王子～湯川王子の間は平成23年台風第12号の被害により現在も通行止め区間が有り、迂回路を通る事になる。